# Химарско въстание
Химарското въстание от 1596 година е второто от поредица въстания, което е организирано от архиепископ Атанасий I Охридски в района на Химара срещу Османската империя. Хронологически това е второто въстаническо надигане от цяла поредица анти-османски движения на Балканите в края на XVI век по време на Дългата война, започнали с т.нар. банатска буна.

## Предистория
В началото архиепископ Атанасий е безучастен към тегобите на местните селяни-миряни от паството, докато в началото на 1596 г. не предлага сътрудничество си на венецианците на остров Корфу. Атанасий изпраща писмо до капитанът на Корфу – Анджело Басадона, през януари 1596 г., с което предлага среща за да обсъдят „много важни неща“. Двамата се срещат на 26 януари 1596 г. и Атанасий му разказва за „мизерно състояние на християните“, молейки за помощ за общо въстание. Предложението е отхвърлено от Венецианската република, след което Атанасий открито се присъединява към испанските заговорници, обръщайки се към Неаполитанското кралство със същото предложение. Атанасий изпращи своя довереник до Неапол, за да моли за оръжие и 2000 войници от Испания, с които да се реализира целия план на въстанието на Балканите. Междувременно избухва въстанието в Химара.

## Хронология на въстанието
Атанасий, според един съвременен османски източник, застанал начело на 10 000 бойци в червени костюми в Химара. Въстанието избухва през юли и август 1596 г. и първоначално бунтовниците успяват да установят контрол върху крайбрежните градове в района на Химара. Към бунтовниците се присъединява малка група испански войници, които нападат близката база на османския флот. Въстанието е потушено сравнително лесно, след като венецианците сами се убеждават да не подкрепят метежа, тъй като местните главатари не се присъединяват открито към него, а и бунтовническата армия е недисциплинирана. Постфактум и испанците се оттеглят от региона, въпреки че Атанасий очаква този път помощта на 3 – 4000 войници на испанския крал. На 23 август 1596 г. той се среща с местните албански капитани Михаил Буа, Иван Големия и Михаил Папада. Всеки от тях получава месечно възнаграждение от 50 дуката. След това Атанасий отива в Лече за въоръжаването на местните химариоти с 1000 аркебузи, прах, олово, четири барабана и четири кралски знамена. След това Атанасий се отправя в Рим за аудиенция при папата. През следващите 20 години той продължава да посещава различни западноевропейски лидери, за да предизвика намесата им срещу османците, но без успех.
Междувременно на територията на съвременните Херцеговина и Черна гора в еялет Босна, сърбите се надигат в свое Херцеговинско въстание през 1596 – 97 години, но без чужда помощ сръбските въстаници са принудени да капитулират. На следващата година избухва Първо търновско въстание. През 1600 г. избухва въстание в Тесалия. Междувременно е написана творбата „Царството на славяните“ на един от далматинските острови, разположен на отсрещния бряг точно срещу района на сръбското въстаническо надигане по това време.